# Los inocentes (libro)
Los inocentes, o Lima en rock, es un libro de cuentos del escritor peruano Oswaldo Reynoso, publicado en 1961.

## Historia
Tras publicar en 1955 el poemario Luzbel, Reynoso se enfocó en un nuevo proyecto: escribir una serie de cuentos de realismo urbano enfocado en Lima y sus personajes adolescentes y juveniles agrupados en colleras o patotas (pandillas). Tanto su poemario como Los inocentes, como tituló a su recopilación de cuentos, fueron escritos en Chosica. Escribió los relatos en cinco meses, entre junio y octubre de 1960. 
En 1961 lo presentó en el bar Palermo del Centro de Lima. Debido al éxito, el libro pudo reeditarse siendo rebautizado como Lima en rock.

## Valoración

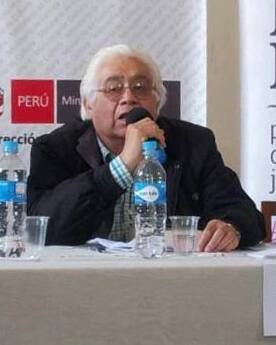
Oswaldo Reynoso en 2019

Los inocentes se ambienta en los sectores juveniles, en donde se conjugan los problemas de la adolescencia con el desajuste económico y la crisis psicológica con la desadaptación social. Por primera vez incorporó en la literatura peruana del siglo XX el lenguaje y la jerga de los jóvenes de las grandes urbes. Más allá del mero registro de palabras, penetra en el pensamiento de los adolescentes, de modo que su público se renueva continuamente. Es de resaltar la riqueza de matices de la personalidad de sus protagonistas y la prosa de aliento poético.
El libro causó un escándalo entre la prensa, que calificó a Reynoso de pornógrafo, mientras que la crítica literaria lo denostó por el lenguaje y la descripción descarnada de la juventud en la calle, que no velaba su sexualidad, incluyendo personajes homosexuales, lo que, según ellos, desmerecía su creación arrumándola al nivel de la sub-literatura, incluso fue tachada de repugnante. Al contrario de las opiniones conservadoras, el escritor y antropólogo José María Arguedas elogió el libro y a su autor, mientras que el poeta Martín Adán le comentó que gracias a este libro, la vida de Reynoso en el Perú iba a ser un martirio. Para César Toro Montalvo, lo que ocurrió en realidad fue que la audacia de Reynoso no estaba preparada para el público de entonces.

[Reynoso es] un narrador para un mundo nuevo
José María Arguedas

Al respecto, el mismo Reynoso dijo lo siguiente: «Yo no soy un moralista. Los moralistas pretenden el mejoramiento individual del hombre, quiero que la sociedad entera se salve. Pues bien, yo he deseado una sociedad en la que no existe el amor y en la que la sexualidad es una forma de evasión, una forma de olvido de sí mismo».

## Adaptaciones
- El Príncipe, cortometraje-episodio dirigido por Pili Flores Guerra incluido en la película coral Cuentos inmorales de 1978.[11]
- Los inocentes. Relatos de collera, obra de teatro de 2018 dirigida por Sammy Zamalloa e inspirada en el libro de Reynoso.[12]
- Los inocentes, película de 2025 dirigida por Germán Tejada.[13]